# Prima la Russia, poi il Tibet
Prima la Russia, poi il Tibet (in lingua inglese First Russia, Then Tibet) è un diario di viaggio di Robert Byron pubblicato per la prima volta nel 1933.

## Descrizione
(Robert Byron, Prima la Russia, poi il Tibet)
L'opera ripercorre le esperienze di viaggio dell'autore in Unione Sovietica e in Tibet. Byron mette in luce le differenze tra un paese nel pieno delle trasformazioni sociali del comunismo e della rivoluzione industriale, l'URSS, e un paese isolato e intoccato da tali cambiamenti, il Tibet.
Contrariamente a molti intellettuali inglesi che si recavano in Russia per elogiare la pianificazione sociale ed economica del comunismo, Byron risulta molto critico nei confronti di tale sistema politico. In Tibet ripercorre il cammino intrapreso dal colonnello Francis Younghusband 20 anni prima e usufruisce degli stessi alloggiamenti militari divenuti sedi commerciali.

## Edizioni italiane
- Gente di pianura, dei della montagna. Prima la Russia, poi il Tibet, a cura di Salvatore Marano, Biblioteca del vascello, Roma, Robin, 1993-2021, ISBN 978-88-727-4878-7.